# Pellegrino Francesco Stagni

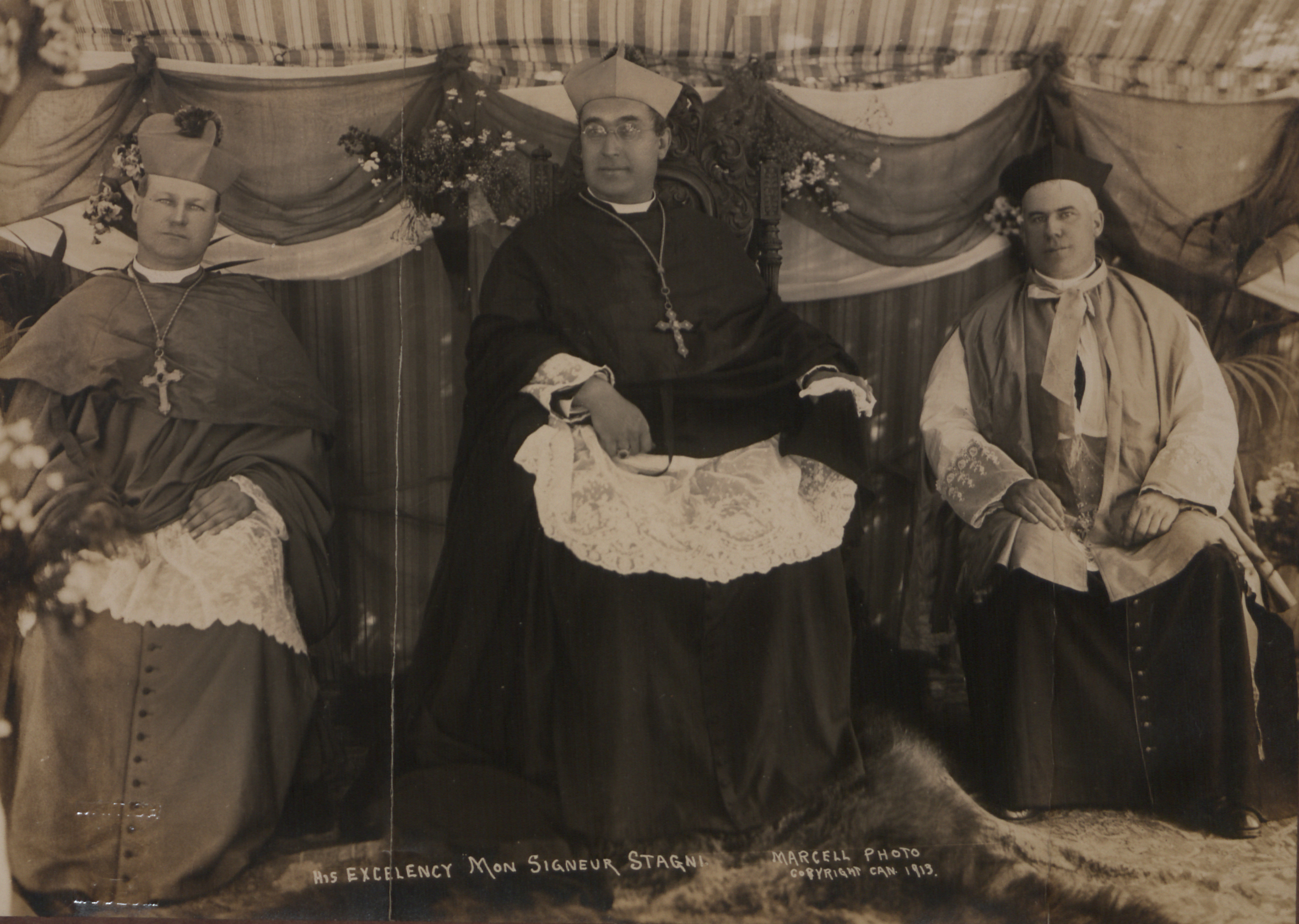
Erzbischof Pellegrino Francesco Stagni OSM (Mitte, 1913)

Pellegrino Francesco Stagni OSM (* 2. April 1859 in Budrio; † 23. September 1918 in Rom) war ein italienischer Ordensgeistlicher, römisch-katholischer Erzbischof und Diplomat des Heiligen Stuhls.

## Leben
Pellegrino Francesco Stagni trat am 19. Juni 1874 im Santuario di Montesenario in Vaglia der Ordensgemeinschaft der Serviten bei und legte am 22. Juni 1875 in Florenz die einfache Profess ab. Anschließend war er in der Niederlassung seiner Ordensgemeinschaft in London tätig. Stagni legte am 13. September 1878 die feierliche Profess ab und empfing am 24. September 1881 das Sakrament der Priesterweihe.
Stagni wirkte ab 1882 als Assistent des Novizenmeisters. Im Oktober 1883 wurde Pellegrino Francesco Stagni für weiterführende Studien nach Rom entsandt, wo er 1885 am Pontificio Collegio Urbano de Propaganda Fide zum Doktor der Theologie promoviert wurde. Danach kehrte er nach London zurück und wurde Novizenmeister. Zudem lehrte er Philosophie. Am 8. Oktober 1890 wurde Stagni Pfarrer der Pfarrei Our Lady of Dolours in London. Ab 1893 war er als Professor für Metaphysik am Pontificio Collegio Urbano de Propaganda Fide in Rom tätig. 1895 wurde Stagni zudem Generalprokurator der Serviten. In dieser Funktion überarbeitete er die Konstitutionen seiner Ordensgemeinschaft und visitierte 1897 die Ordensniederlassungen in den Vereinigten Staaten. Ferner wirkte er als Konsultor der Kongregation der römischen und allgemeinen Inquisition. Pellegrino Francesco Stagni wurde am 23. Juli 1901 Generalprior der Serviten.
Am 15. April 1907 ernannte ihn Papst Pius X. zum Erzbischof von L’Aquila. Der Assessor der Kongregation der römischen und allgemeinen Inquisition, Casimiro Kardinal Gennari, spendete ihm am 26. Mai desselben Jahres die Bischofsweihe. Sein Wahlspruch Viam veritatis elegi („Ich wähle den Weg der Wahrheit“) stammt aus Ps 119,30 .
Papst Pius X. bestellte ihn am 3. November 1910 zudem zum Apostolischen Delegaten in Kanada und Neufundland. Pellegrino Francesco Stagni trat am 1. Januar 1916 als Erzbischof von L’Aquila zurück. Gleichzeitig ernannte ihn Papst Benedikt XV. zum Titularerzbischof von Ancyra. Am 11. Juni 1918 trat Stagni auch als Apostolischer Delegat in Kanada und Neufundland zurück.

## Schriften (Auswahl)
- Pérégrin Marie Soulier, Pellegrino Maria Francesco Stagni: Storia dei sette santi fondatori dell’Ordine dei Servi di Maria. Tipografia Poliglotta, Rom 1888, OCLC 1159081319 (italienisch).
- Alphonse-Avila Cherrier, Pellegrino Francesco Stagni: Mémoire de monsieur l’abbé A.-A. Cherrier, curé de la paroisse de l’Immaculée-Conception à Winnipeg, à son excellence monseigneur Pellegrino Stagni, délégué apostolique au Canada, sur la situation religieuse actuelle dans l’Ouest canadien et sur la question universitaire au Manitoba, 10 avril 1911. Imprimerie du Manitoba, Saint-Boniface, Manitoba 1911, OCLC 49117000 (französisch).
- Pellegrino Francesco Stagni, John E. Zucchi: The view from Rome: Archbishop Stagni’s 1915 reports on the Ontario bilingual schools question (= McGill-Queen’s studies in the history of religion). McGill-Queen’s University Press, Montreal 2002, OCLC 757510262 (englisch).